# Colin Patterson
Colin Patterson FRS (13 de outubro de 1933 – 9 de março de 1998), foi um paleontólogo britânico no Museu de História Natural de Londres de 1962 até sua aposentadoria oficial em 1993 que se especializou em peixes fósseis e sistemática, defendendo a escola de cladística transformada.